# Tall Abyad
Tall Abyad, in deutschen Medien auch Tal Abjad (arabisch تل أبيض, DMG Tall Abyaḍ; kurdisch گرێ سپی Girê Sipî; dt. ‚weißer Hügel‘), ist eine Stadt im syrischen Gouvernement ar-Raqqa. Tall Abyad ist Hauptstadt des gleichnamigen Distrikts Tall Abyad. Die Stadt liegt am Fluss Belich an der Grenze zur Türkei gegenüber der türkischen Stadt Akçakale. Beide Städte bildeten vor der Gründung der Türkei und Syriens eine einzige Stadt innerhalb des osmanischen Reiches. Tall Abyad hatte im Jahr 2004 14.825 Einwohner, die sich aus Arabern, Kurden und syrischen Christen zusammensetzte.

## Bürgerkrieg in Syrien

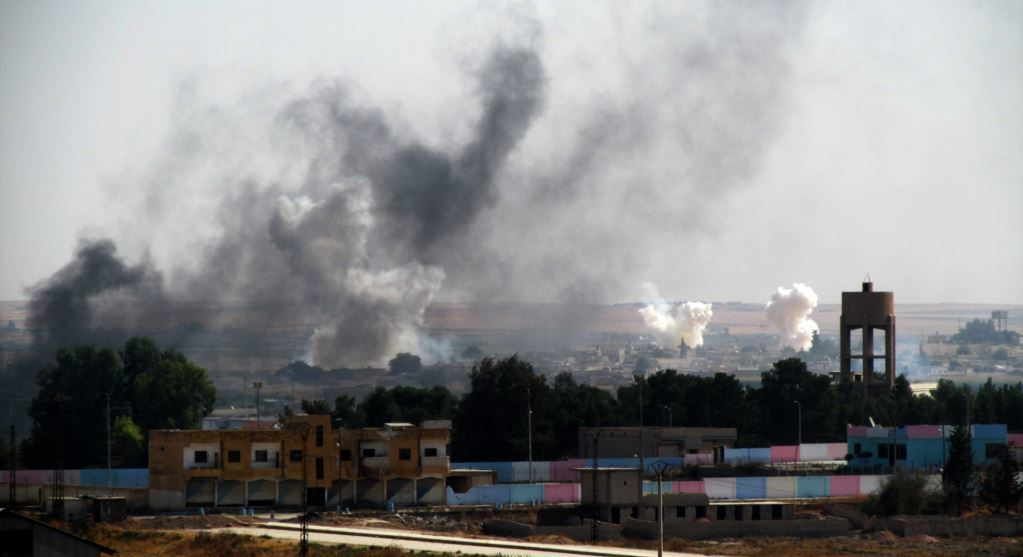
Einschläge türkischer Artillerie in Tall Abyad im Oktober 2019.

Im Laufe des syrischen Bürgerkrieges kam es in der Stadt und Umgebung zu bewaffneten Auseinandersetzungen zwischen kurdischen und islamistischen Kräften. Am 20. Juli 2013 hatten Kurden zeitweilig den örtlichen Befehlshaber (Emir), Abu Musab, des Islamischen Staates im Irak und der Levante (ISIS) festgesetzt. Daneben kam es auch zu Zusammenstößen zwischen Dschabhat al-Akrad und Dschabhat al-Nusra.
Die Gegend um Tall Abyad, ein Grenzkorridor zur Türkei, war Schauplatz von Kämpfen zwischen Kurden, FSA und radikalen Islamisten geworden. Kurdischen Berichten zufolge habe sich auch türkische Streitkräfte mit Drohnen und Artillerie beteiligt.
Im Februar 2015 starteten kurdische Truppen einen Großangriff auf die vom IS besetzte Stadt. Im Juni 2015 gab es heftige Kämpfe um Tall Abyad, in deren Verlauf es dem Bündnis Burkān al-Furāt gelang, die Stadt von IS-Einheiten zu befreien. Am 16. Juni 2015 bestätigte die Syrische Beobachtungsstelle für Menschenrechte, dass kurdische Einheiten die Stadt zurückerobert haben.
Am 10. Oktober 2019 marschierten türkische Truppen und verbündete Milizen in Nordsyrien ein. Vorbereitet wurde die Offensive mit Luftangriffen und Artilleriefeuer, wobei Tall Abyad einer der Schwerpunkte der türkischen Angriffe ist.